# Liste der Monuments historiques in Herrlisheim-près-Colmar
Die Liste der Monuments historiques in Herrlisheim-près-Colmar führt die Monuments historiques in der französischen Gemeinde Herrlisheim-près-Colmar auf.

## Liste der Bauwerke
| Bezeichnung        | Beschreibung | Standort                     | Kennzeichnung | Schutzstatus | Datum | Bild           |
| ------------------ | --- | ---------------------------- | ------------- | ------------ | ----- | -------------- |
| Wohnhaus           | Massivbau mit Renaissanceportal, bezeichnet 1613 | 8 rue Principale (Lage)      | PA00085457    | Inscrit      | 1934  | weitere Bilder |
| Ortsbefestigung    | Ende des 13. Jahrhunderts angelegt; auf der Westseite Teile des äußeren Mauerzugs mit einem Turm erhalten; „Wasserturm“ des inneren Mauerzugs am Place de l’Église, datiert 1370 | Rue de l’Église (Lage)       | PA00085458    | Inscrit      | 1934  | weitere Bilder |
| Kirche St-Michel   | Turm, gotischer Chor und ehemalige Seitenkapelle (jetzt Sakristei), 14. und 16. Jahrhundert; Schiff und Chor von 1906                                                            | Rue de l’Église (Lage)       | PA68000033    | Inscrit      | 2001  | weitere Bilder |
| Jüdischer Friedhof | 1794 oder 1804 angelegt | südwestlich des Ortes (Lage) | PA68000040    | Inscrit      | 2004  | weitere Bilder |

## Liste der Objekte
| Bezeichnung                   | Beschreibung | Standort                       | Kennzeichnung | Schutzstatus | Datum | Bild           |
| ----------------------------- | --- | ------------------------------ | ------------- | ------------ | ----- | -------------- |
| Kanzel und Gemälde            | Holz, farbig gefasst und vergoldet, sowie Ölfarbe auf Leinwand, um 1785 von Gabriel Ignaz Ritter                                               | in der Kirche St-Michel (Lage) | PM68001313    | Inscrit      | 1996  |                |
| Chorbänke und Wandverkleidung | Holz, sowie Ölfarbe auf Leinwand, um 1785 von Gabriel Ignaz Ritter                                                                             | in der Kirche St-Michel (Lage) | PM68000734    | Classé       | 1998  | weitere Bilder |
| Skulptur Anna selbdritt       | Holz, farbig gefasst, erste Hälfte des 16. Jahrhunderts                                                                                        | in der Kirche St-Michel (Lage) | PM68000735    | Classé       | 1998  |                |
| Retabel des Hauptaltars       | Retabel: Holz, farbig gefasst und vergoldet, 1785 von Gabriel Ignaz Ritter; Gemälde: Ölfarbe auf Leinwand, 1781 von Marie-Monique Tanisch      | in der Kirche St-Michel (Lage) | PM68000864    | Classé       | 2003  |                |
| Zwei Seitenaltäre             | jeweils Altartisch, Retabel und zwei Gemälde; Holz, farbig gefasst und vergoldet, sowie Ölfarbe auf Leinwand, um 1785 von Gabriel Ignaz Ritter | in der Kirche St-Michel (Lage) | PM68000736    | Classé       | 1998  |                |
| Kreuzweg                      | 14 Gemälde; Ölfarbe auf Leinwand, erste Hälfte des 19. Jahrhunderts                                                                            | in der Mairie (Lage)           | PM68001490    | Inscrit      | 1995  |                |